# Стони-Ривер (тауншип, Миннесота)
Стони-Ривер (англ. Stony River) — тауншип в округе Лейк, Миннесота, США. На 2000 год его население составило 179 человек.

## География
По данным Бюро переписи населения США площадь тауншипа составляет 1 499,3 км², из которых 1 418,5 км² занимает суша, а 80,7 км² — вода (80,7 км², или 5,38 %).

## Демография
По данным переписи населения 2000 года здесь находились 179 человек, 87 домохозяйств и 56 семей. Плотность населения —  0,1 чел./км². На территории тауншипа расположено 338 построек со средней плотностью 0,2 построек на один квадратный километр. Расовый состав населения: 92,74 % белых, 5,59 % коренных американцев и 1,68 % приходится на две или более других рас. Испанцы или латиноамериканцы любой расы составляли 1,12 % от популяции тауншипа.
Из 87 домохозяйств в 18,4 % воспитывались дети до 18 лет, в 57,5 % проживали супружеские пары, в 3,4 % проживали незамужние женщины и в 35,6 % домохозяйств проживали несемейные люди. 31,0 % домохозяйств состояли из одного человека, при том 9,2 % из — одиноких пожилых людей старше 65 лет. Средний размер домохозяйства — 2,06, а семьи — 2,52 человека.
12,8 % населения — младше 18 лет, 5,0 % — в возрасте от 18 до 24 лет, 23,5 % — от 25 до 44, 42,5 % — от 45 до 64, и 16,2 % — старше 65 лет. Средний возраст — 48 лет. На каждые 100 женщин приходилось 101,1 мужчин. На каждые 100 женщин старше 18 приходилось 108,0 мужчин.
Средний годовой доход домохозяйства составлял 36 563 доллара, а средний годовой доход семьи —  43 750 долларов. Средний доход мужчин —  29 821  доллар, в то время как у женщин — 30 417. Доход на душу населения составил 16 558 долларов. За чертой бедности не находилась ни одна семья и 3,5 % всего населения тауншипа, из которых 21,1 % старше 65 лет.